# Čanábský most
Čanábský most (anglicky Chenab Bridge) je železniční most přes řeku Čanáb v Indii na území svazového teritoria Džammú a Kašmír vybudovaný v rámci výstavby železniční tratě Džammú – Bárámúllá.
Samotný most je obloukový s rozpětím oblouku 467 metrů a jeho délkou 480 metrů. I s navazujícím viaduktem na severní straně je most dlouhý 1 315 metrů. Výška kolejí nad říčním dnem je 359 metrů, což z něj činí nejvyšší železniční most na světě.
O stavbě Čanábského mostu bylo rozhodnuto v roce 2002 a očekávalo se uvedení do provozu v roce 2009, ale v roce 2008 byly práce přerušeny a obnoveny až v roce 2010. Úplného uvedení do provozu se tak dočkal až v prosinci roku 2022 a první zkušební jízdy proběhly v červnu 2024. Most byl slavnostně otevřen pro železniční dopravu 6. června 2025.
Součástí nutné údržby mostu je ochranný nátěr každých 6–8 let.